# Guilhem Figueira

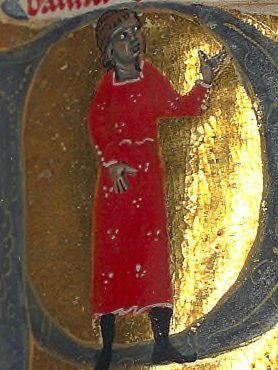
Guilhem Figueira en un manuscrito del.

Guilhem Figueira (Toulouse, 1195-1250) fue un juglar y trovador francés activo en la corte del emperador Federico II Hohenstaufen en la década de 1230.
Fue un estrecho colaborador del Aimeric de Peguilhan y Guillem Augier Novella. Fue hijo de un sastre y, tras la Cruzada albigense, fue exiliado desde Tolouse hacia Lombardía hasta llegar a ser parte de la corte de Federico II, acérrimo enemigo del Papado.